# Ross-Johnson RJ-5
Le Ross-Johnson RJ-5 est un planeur de compétition monoplace qui a été conçu par Harland Ross et construit en partie par Ross et fini par Dick Johnson. Le RJ-5 est devenu l'un des planeurs les plus célèbres jamais construits lorsque Johnson l'a piloté 535 mi (861 km) en 1951, établissant un nouveau record du monde de distance qui a duré 13 ans,.

## Design et développement
Le RJ-5 a été conçu par Johnson, qui a engagé Ross pour concevoir et construire un planeur aux performances record. L'avion utilise un profil aérodynamique à flux laminaire NACA 63 (2) -615 et a été l'un des premiers planeurs à atteindre une finesse de 40:1.
Johnson a demandé à Ross de construire le RJ-5 en 1948. Ross a terminé le travail de conception et une grande partie de la construction, avec l'aide de Stan Hall, mais en 1950, le planeur était encore incomplet. Johnson en a pris livraison, a terminé ses travaux à l'Université d'État du Mississippi et a incorporé ses propres modifications de conception,.
Le fuselage et la queue ont été construits en bois, avec des ailes entièrement métalliques. Le RJ-5 a été conçu pour utiliser un chariot de décollage et atterrir sur son patin fixe. Johnson a vendu l'avion à Graham Thompson, qui à son tour l'a vendu à Brad Strauss. Alors que Strauss en était propriétaire, l'avion a été endommagé et Strauss a demandé à Adrian Kisovec de concevoir un nouveau fuselage et une nouvelle queue en métal pour l'avion, après quoi il a été désigné RJK-5, reconnaissant les contributions de Kisovec. L'avion a ensuite été vendu à Dietrich Ennult et Rolf Bayer qui l'ont modifié avec un train d'atterrissage monoroue rétractable d'un Schweizer 1-34 (en)  et freins de piqué (en) , ce qui a quelque peu réduit les performances. Ils en ont ensuite fait don au National Soaring Museum, qui l'a depuis restauré en configuration RJ-5 avec un nouveau fuselage,.
Un seul exemplaire a été construit et l'avion est classé comme un avion expérimental de construction amateur. Initialement enregistré sous N3722C, l'enregistrement a ensuite été changé en N79T ,.

## Historique opérationnel
Johnson a emmené le RJ-5 nouvellement achevé aux championnats nationaux américains en 1950 et a remporté le championnat, un exploit qu'il a reproduit avec l'avion en 1951, 1952 et 1954. Il a également établi une distance nationale américaine avec un record de buts déclarés de 317 mi (510 km), un record national américain de distance de 363 mi (584 km), un 100 km (62 mi) record de vitesse triangulaire de 52.8 mph (85 km/h) et le record du monde de distance de 535 mi (861 km).
Après que Graham Thompson ait acheté l'avion à Johnson, il s'est classé deuxième aux championnats nationaux américains de 1956 aux commandes du RJ-5. Le propriétaire suivant, Brad Strauss, l'a prêté à Bernie Carris, qui a terminé deuxième aux championnats nationaux américains de 1960 et 1963, l'avion ayant été reconstruit en RJK-5 lors de la deuxième compétition. La deuxième place de Carris en 1963 n'était qu'à huit points de l'ancien propriétaire de l'avion, Dick Johnson, qui pilotait un Slingsby Skylark 4.

## Avions exposés
- National Soaring Museum - le seul exemple, restauré en configuration RJ-5[4].

## Spécifications (RJK-5)
- Équipage: one
- Envergure: 55 ft 0 in (16.76 m)
- Wing area: 125 sq ft (11.6 m2)
- Aspect ratio: 24.2
- Airfoil: NACA 63 (2)-615
- Empty weight: 650 lb (295 kg)
- Gross weight: 850 lb (386 kg)

Performance
- Maximum glide ratio: 37:1 at 53 mph
- Rate of sink: 120 ft/min (0.61 m/s) at 47 mph
- Wing loading: 6.8 lb/sq ft (33 kg/m2)

Aircraft of comparable role, configuration, and era
- Oldershaw O-2